# Ectatomma edentatum
Ectatomma edentatum is een mierensoort uit de onderfamilie van de Ectatomminae. De wetenschappelijke naam van de soort is voor het eerst geldig gepubliceerd in 1863 door Roger.